# Distretto della Media Franconia
Il distretto della Franconia Centrale (in tedesco: Bezirk Mittelfranken) è uno dei sette distretti in cui è diviso lo Stato libero di Baviera, in Germania. Assieme ai distretti dell'Alta Franconia e della Bassa Franconia forma la regione storica della Franconia.
La Franconia Centrale è la zona meridionale della Franconia ed è suddivisa in cinque città extracircondariali (kreisfreie Städte) e sette circondari (Landkreise). Come tutti i distretti bavaresi, anche la Franconia Centrale forma un distretto (Bezirk) con funzioni di ente territoriale di autogoverno.

## Suddivisione
- Cinque città extracircondariali 
  - Ansbach
  - Erlangen
  - Fürth
  - Norimberga (Nürnberg)
  - Schwabach
- Sette circondari
  - Ansbach
  - Erlangen-Höchstadt
  - Fürth
  - Neustadt an der Aisch-Bad Windsheim
  - Nürnberger Land
  - Roth
  - Weißenburg-Gunzenhausen